# Episodi di House of Cards - Gli intrighi del potere (terza stagione)
La terza stagione della serie televisiva House of Cards - Gli intrighi del potere è stata resa interamente disponibile sul servizio di streaming on demand Netflix il 27 febbraio 2015.
In Italia i primi due episodi sono stati trasmessi in lingua originale e in versione sottotitolata sul canale satellitare Sky Atlantic alla mezzanotte del 28 febbraio 2015. Gli episodi doppiati in lingua italiana sono stati trasmessi dal 4 marzo al 15 aprile 2015.
| nº | Titolo originale | Titolo italiano | Pubblicazione USA | Prima TV Italia |
| -- | ---------------- | --------------- | ----------------- | --------------- |
| 1  | Chapter 27       | Capitolo 27     | 27 febbraio 2015  | 4 marzo 2015    |
| 2  | Chapter 28       | Capitolo 28     | 27 febbraio 2015  | 4 marzo 2015    |
| 3  | Chapter 29       | Capitolo 29     | 27 febbraio 2015  | 11 marzo 2015   |
| 4  | Chapter 30       | Capitolo 30     | 27 febbraio 2015  | 11 marzo 2015   |
| 5  | Chapter 31       | Capitolo 31     | 27 febbraio 2015  | 18 marzo 2015   |
| 6  | Chapter 32       | Capitolo 32     | 27 febbraio 2015  | 18 marzo 2015   |
| 7  | Chapter 33       | Capitolo 33     | 27 febbraio 2015  | 25 marzo 2015   |
| 8  | Chapter 34       | Capitolo 34     | 27 febbraio 2015  | 25 marzo 2015   |
| 9  | Chapter 35       | Capitolo 35     | 27 febbraio 2015  | 1º aprile 2015  |
| 10 | Chapter 36       | Capitolo 36     | 27 febbraio 2015  | 1º aprile 2015  |
| 11 | Chapter 37       | Capitolo 37     | 27 febbraio 2015  | 8 aprile 2015   |
| 12 | Chapter 38       | Capitolo 38     | 27 febbraio 2015  | 8 aprile 2015   |
| 13 | Chapter 39       | Capitolo 39     | 27 febbraio 2015  | 15 aprile 2015  |

## Capitolo 27
- Diretto da: John Coles
- Scritto da: Beau Willimon

### Trama
Frank si reca in visita ufficiale a Gaffney per omaggiare la tomba del padre. In realtà, mentre nessuno lo sta guardando, rimbrotta il genitore e riversa tutto il suo odio verso la lapide, arrivando al punto di urinarvi sopra. I primi sei mesi di mandato non sono stati semplici per il nuovo presidente: non è riuscito a firmare provvedimenti incisivi e la sua popolarità è ai minimi storici, il che rende difficile una riconferma nel 2016. Questo, nonostante Frank abbia deciso di istituire una commissione bipartisan per redigere una legge di riforma del sistema di finanziamento: i repubblicani hanno eretto un muro e anche tra le file dei democratici serpeggia parecchio malumore nei confronti di Underwood.
Doug è sopravvissuto, risvegliandosi dopo parecchi mesi di coma. La polizia non ha ritrovato la sua auto e non conosce l'identità dell'aggressore. L'uomo ha subìto un grave danno alla corteccia cerebrale sinistra ed è costretto a seguire un lungo percorso di riabilitazione in clinica, assistito dalla dottoressa Lanjawni, che è stata ingaggiata da Frank per prendersi cura di lui. Doug riceve la visita di Claire, la quale gli chiede di concordare una versione da raccontare agli inquirenti per non tirare in mezzo il nome di Rachel: quando viene interrogato da due detective, Doug finge di aver subìto il furto dell'auto da parte di un uomo dalla voce profonda e che si trovava in quella zona per scaricare lo stress del lavoro. Doug fa ritorno a casa e, trovandola ordinata per opera di Frank e Claire, congeda il fratello Gary, che lo ha assistito durante il suo ricovero in clinica, ringraziandolo per quanto ha fatto.
Frank annuncia in un talk show di lavorare a una legge chiamata America Works, un ambizioso piano che darà lavoro alla gente. Il conduttore della trasmissione, nonostante sia democratico, critica il presidente per la sua scarsa capacità di azione e si dice scettico circa la portata della legge. Durante una conferenza stampa alla Casa Bianca, Seth viene messo alle strette da Ayla: la giornalista dice di essere venuta a conoscenza di divergenze in seno alla squadra presidenziale su America Works. Frank si arrabbia con i propri consiglieri perché non sono riusciti a chiudere alcun dossier: dopo aver messo alla porta il capo dello staff Paul, illustra il suo piano. Il presidente afferma che la previdenza sociale costa troppo e bisogna trovare 500 miliardi di dollari per dare lavoro a 10 milioni di persone, agendo su tre fronti: infrastrutture, apparato militare e settore privato. Frank esige una proposta organica entro 30 giorni.
Doug si è quasi rimesso ed è pronto a essere ricevuto da Frank, ma la sera prima scivola nella vasca della doccia e si rompe un braccio. Per non farsi vedere con l'ingessatura, Doug lo stecca con un mestolo da cucina e il nastro isolante. Frank è molto felice di rivederlo, mostrandosi conciliante nonostante sia stato proprio lui a cacciarsi nei guai per non aver risolto la questione Rachel. Doug espone al presidente il suo desiderio di tornare al lavoro nel suo staff, anche solo come collaboratore esterno, ma Frank non vuole che trascuri la sua salute e gli dice che tornerà soltanto quando sarà guarito completamente. A questo punto Doug si reca in ospedale per farsi ingessare il braccio e gli vengono prescritti antidolorifici, che la dottoressa Lanjawni non gli aveva dato perché ex alcolista. Doug incontra in un bar Gavin Orsay, ora dipendente dell'FBI: l'hacker vuole abbandonare il bureau e gli chiede una via di fuga, ma in cambio Doug vuole che rintracci Rachel. Doug comincia ad assumere troppe pastiglie e, quando le finisce, si fa spruzzare il bourbon in bocca da una prostituta con la siringa delle iniezioni.
Un giudice della Corte Suprema chiede di andare in pensione perché il medico gli ha diagnosticato il morbo di Alzheimer e vuole trascorrere qualche anno in serenità vicino alla moglie. Frank però non se la sente di aprire ora la partita per il suo successore, volendo prima chiudere America Works, ed esorta il giudice a restare in carica ancora per sei mesi o al massimo un anno. Donald Blyte, che Frank ha nominato vicepresidente, riesce a convincere il giudice spiegandogli che quando ci si ammala è meglio continuare a lavorare. Come se non bastasse, Frank si trova a fronteggiare le rimostranze di Claire che, non accontentandosi del ruolo di first lady, vuole essere nominata ambasciatrice delle Nazioni Unite. Claire va a parlare con il senatore Mendoza per ottenere il beneplacito del Partito Repubblicano alla sua nomina, sostenendo che essa non inciderà in alcun modo sul suo status politico. Incassato l'appoggio di Mendoza, a Claire non resta che convincere il marito: Frank è contrario, non volendo una nuova gatta da pelare e le promette la nomina per quando sarà rieletto nel 2016. Claire però vuole il posto subito, poiché ha quasi 50 anni e deve svoltare la sua vita adesso. Frank rivela a Claire che un gruppo di consiglieri capeggiato da Catherine Durant è contrario a lei. Di fronte all'insistenza della moglie, Frank la porta con sé nella Stanza delle Decisioni e le mostra lo sganciamento di un razzo contro un terrorista dello Yemen, un raid segreto nel quale sono morti dei bambini. Nonostante ciò, Claire è sempre più convinta nel voler diventare ambasciatrice e vuole che Frank dia l'annuncio la settimana stessa.

## Capitolo 28
- Diretto da: John Coles
- Scritto da: John Mankiewicz

### Trama
Frank riceve nello Studio Ovale lo stato maggiore del Partito democratico: tutti i componenti gli presentano la richiesta di non ricandidarsi nel 2016, in quanto al partito serve un volto nuovo per non perdere la sfida contro i repubblicani, che hanno già vinto le elezioni di medio termine ed hanno ora la maggioranza al Congresso. Frank non reagisce bene e, sentendosi pugnalato alle spalle, chiede qualche giorno di riflessione. Nel frattempo, Claire viene ascoltata in commissione Giustizia al Senato per la candidatura ad ambasciatrice delle Nazioni Unite. La donna si dimostra molto preparata fino a quando, incalzata da Mendoza, si lascia sfuggire che "le forze armate sono irrilevanti" e durante il dibattito perde le staffe. Basta questo a crocifiggerla agli occhi dell'opinione pubblica, rendendo chiaro che non possiede l'autocontrollo necessario per la carica che vorrebbe ricoprire.
La sera Frank e Claire si attaccano al telefono per opposti motivi: il presidente cerca il sostegno dei primi 50 finanziatori perché vuole ricandidarsi, mentre la first lady tenta di ottenere voti favorevoli nella fazione repubblicana per la sua nomina ad ambasciatrice. Purtroppo per entrambi le sfide si rivelano cause perse: Frank non trova nemmeno un sostenitore, mentre Claire riesce a convincere soltanto parte dei senatori contattati. Dopo essere uscita a correre sotto scorta per scaricare la tensione, Claire rientra e trova Frank riverso a terra in lacrime. Claire lo fa sdraiare a terra e i due hanno un rapporto sessuale.
Il giorno dopo Frank ha un colloquio nello Studio Ovale con la Dunbar per un processo davanti alla Corte Suprema intentato da un cittadino americano che ha perso le gambe in un attacco dei droni avallato dall'ex presidente Walker. Il procuratore chiede di poter presentare gli atti dell'inchiesta, secretati, ma Frank non vuole rinunciare al segreto di Stato. I due vengono interrotti da Seth che annuncia a Frank l'esito negativo del voto in commissione su Claire: 48 senatori favorevoli, 52 contrari. Frank incontra Womack per rabbonirlo sulla faccenda della ricandidatura, scoprendo che l'idea di chiedergli un passo indietro è stata sua. Intanto, Remy (nominato da Frank capo dello staff presidenziale) incontra Jackie perché vuole sapere chi sono i candidati per le elezioni del 2016: la donna, amareggiata per il minor peso che ha nel partito, si dice disposta a sostenere Frank, ma in cambio vuole entrare nel suo staff come candidata vicepresidente. Successivamente, Jackie vede di nascosto Ayla e le rivela che l'incontro nello Studio Ovale tra il presidente e lo stato maggiore democratico è durato pochi minuti, promettendole che in cambio di queste informazioni otterrà il Premio Pulitzer.
Dopo aver deciso con Seth e Remy che il vento contrario è troppo forte, quindi dovranno adattarvisi, Frank convoca i rappresentanti democratici per annunciare loro che ha deciso di non ricandidarsi nel 2016. Questa scelta è legata al fatto che un'eventuale campagna elettorale lo distrarrebbe dai suoi impegni esecutivi, preferendo sfruttare i 18 mesi che gli rimangono per provare a lasciare un segno nella storia. In cambio alla non candidatura di Frank, la leadership democratica dovrà lavorare su America Works e fare in modo che arrivi alla discussione in Congresso. Frank tiene un discorso alla Nazione nel quale, senza troppi giri di parole, giudica fallito il grande sogno americano e attacca tutti i politici di Washington che, per il loro attaccamento al potere, hanno perso di vista i reali obiettivi da perseguire. Frank presenta poi America Works, aggiungendo esplicitamente che nel 2016 non correrà con i democratici. In seguito, Frank riferisce alla Dunbar che intende cominciare la sua opera di trasparenza declassificando gli atti dell'inchiesta della Corte Suprema.
Doug lavora a una strategia lobbistica per far approvare America Works, così da avere qualcosa da presentare a Frank. La sera del discorso presidenziale, Seth passa a casa sua a trovarlo perché Frank gli ha chiesto di verificarne i progressi: Doug riesce a mostrarsi in discreto stato di salute, nascondendo però le siringhe di bourbon che continua ad assumere e il braccio fratturato.
Claire non cede sulla faccenda dell'ONU, avendo scoperto che il presidente ha la possibilità di effettuare una nomina in sospensione in seguito al voto contrario della commissione: la first lady ha saputo, tramite l'avvocatura dello Stato, che esiste un precedente in tal senso. Frank inizialmente è contrario, ma poi capisce quanto sia importante per Claire e le promette che, alla ripresa dei lavori dopo la pausa estiva del Senato, valuterà questa ipotesi. La donna ha un conato di vomito nel lavandino, dopodiché mette la padella sul fuoco e si cucina delle uova.

## Capitolo 29
- Diretto da: Tucker Gates
- Scritto da: Frank Pugliese

### Trama
Il presidente russo Viktor Petrov giunge in visita ufficiale alla Casa Bianca, mentre all'esterno protestano i sostenitori dei diritti gay negati in Russia. Frank accoglie Petrov cordialmente, ma riceve subito una risposta negativa alla proposta di cooperazione congiunta dei due Paesi in Medioriente: la Russia è contraria a creare un sistema di difesa americano nella valle del Giordano, giudicando l'area mediorientale comunque irrecuperabile. Inoltre, Petrov è risentito perché non è mai stato invitato da nessuno dei precedenti presidenti: Frank replica sottolineando che lui, contrariamente a quanto avviene in Russia, ha un'opposizione politica a cui rendere conto. Frank confida nella cena di gala per rasserenare gli animi e trovare una soluzione alle resistenze russe.
Claire ha ottenuto il ruolo di ambasciatrice ONU e lavora al fianco di Catherine Durant nelle trattative con israeliani e palestinesi, convinte che pacificando le due fazioni si possa giungere a un accordo con la Russia. Tuttavia, gli incontri non vanno a buon fine ed emerge una difficile sintonia tra Claire e Catherine, dubitando il Segretario di Stato della bontà della nomina di Claire. Claire registra questa stessa diffidenza anche negli scambi con altre persone: tutti continuano a rivolgersi a lei come first lady, non riconoscendole il ruolo da ambasciatrice.
Doug riceve una proposta di lavoro da Brad Petite, deputato junior delle Hawaii, che ha bisogno di un consulente per la campagna della rielezione. Brad si spinge oltre il tetto di stipendio che un parlamentare può offrire al proprio collaboratore, spiegandogli che la differenza la meriterà sul campo. Doug intuisce che è stato Frank a mettere una buona parola con Petite per questa nuova proposta di lavoro e lo conferma a Seth, il quale nega ogni implicazione del presidente. Doug annuncia che rifiuterà il posto perché spera sempre di tornare al fianco di Frank, il quale dal canto suo chiede a Seth di continuare a far visita a Doug.
Alla cena di Stato alla Casa Bianca partecipano, per tentare di placare le ire dell'opinione pubblica, anche tre componenti del collettivo russo Pussy Riot. Petrov, che è divorziato, si avvicina molto a Claire e durante la cena continua a rivolgerle apprezzamenti, come anche Frank aveva previsto. Il presidente ordina allo staff di spostare Birch al posto di Mendoza, così da togliersi di torno il capogruppo democratico che continua a infastidirlo per i veti repubblicani ad America Works. Remy è geloso nel vedere Jackie accompagnata dal nuovo fidanzato, il chirurgo Alan, e le chiede di provare a parlare con Byrch per avere la fantomatica lista dei candidati democratici per la presidenza. Durante il brindisi, Petrov fa un'apertura ai ragazzi di Pussy Riot: costoro però, una mossa probabilmente studiata, reagiscono attaccando il presidente per i compagni che ha arrestato e per la mancanza di diritti nel loro Paese, rovesciando lo champagne sul tavolo e abbandonando la sala. Dopo cena, mentre gli invitati si stanno intrattenendo con la musica e qualche vodka di troppo, Petrov invita Claire a ballare una danza russa e la bacia sulla bocca: Frank riesce a trattenere a stento la rabbia per l'avventatezza del presidente russo. I due capi di Stato parlano a tu per tu nel seminterrato, dove Frank gli offre un sigaro cubano e chiede di rivalutare la faccenda del Medioriente: Petrov avanza una richiesta forte, quella di rimuovere tutti i missili americani in Europa, cosicché la Russia non si senta accerchiata. Come già ha fatto il suo avversario nell'occasione precedente, Frank chiede di poter discutere della faccenda l'indomani mattina. Intanto, Claire si intrattiene in privato con Catherine: le due donne riescono finalmente a comprendersi e buttano giù un piano per entrare in Medioriente attraverso l'ONU, ed aggirare il veto russo con una risoluzione delle Nazioni Unite, denominata "Unità per la pace". La possibilità viene svelata anche a Frank. Prima di andare a letto, Claire chiede a Frank di rompere con Petrov perché è un criminale che non merita considerazione, anche in virtù della nuova carta che possono giocare.
Gavin viene convocato nell'ufficio del suo diretto superiore all'FBI, il quale gli annuncia l'arresto dell'hacker Usher: costui è stato trovato in possesso di informazioni segrete sul conto di 25 milioni di persone. Gavin viene avvertito che non deve saltare fuori alcuna pista che lo possa incriminare oltre a quelle già note, altrimenti rischia di perdere i privilegi che ha ottenuto nel Bureau. Sentendosi ancora più incastrato, Gavin si mette in contatto con Doug e gli chiede un incontro: quando Doug lo capisce, si dice disposto a intercedere per lui e gli propone di sbloccargli il passaporto, per poter fuggire all'estero. In cambio, Gavin dovrà trovare Rachel. Gavin si mette al lavoro e tramite il database dell'FBI prova a rintracciare la ragazza.
Frank riprende la discussione con Petrov nello Studio Ovale e gli propone una drastica riduzione degli armamenti in Europa, ma l'accordo deve restare segreto. Petrov invece vuole che sia reso pubblico, così da poter alimentare la propaganda nel suo Paese, e dimostrare che la visita a Washington non è stata vana. Frank non intende cedere a Petrov e lo congeda improvvisamente, senza la conferenza stampa congiunta. Frank compare da solo e annuncia agli americani che le trattative sono fallite per colpa dell'irremovibilità di Petrov. Come atto di sfida al presidente russo, Frank elogia pubblicamente i ragazzi di Pussy Riot per il coraggio che hanno avuto nel tenergli testa alla cena.
- Nota: nell'episodio è presente un cameo del cantautore e pianista statunitense Peter Cincotti, mentre nei titoli di coda appare il video di un concerto del collettivo russo Pussy Riot. Due componenti delle Pussy Riot, Nadežda Tolokonnikova e Marija Alëchina, interpretano il ruolo di sé stesse in una scena, così come l'allora marito della prima, Pëtr Verzilov.

## Capitolo 30
- Diretto da: Tucker Gates
- Scritto da: Laura Eason

### Trama
Davanti alla Corte Suprema si celebra il processo di Kaseem Mahmoud, l'uomo rimasto ferito nell'attacco di droni americani, contro la presidenza degli Stati Uniti. Il procuratore generale Heather Dunbar annuncia l'autorizzazione da parte del presidente di togliere il segreto di Stato, mentre Frank si trova ai funerali di tre soldati della marina. Dopo le celebrazioni, Jackie e Remy informano Frank che la Dunbar ha intenzione di candidarsi per il Partito Democratico nel 2016: il presidente decide che è necessario stroncare sul nascere questa sua idea.
Alle Nazioni Unite la bozza di risoluzione degli Stati Uniti non passa, come previsto, per il voto contrario della Russia. Claire comincia a cercare i voti dei delegati degli altri Paesi per portare il dibattimento davanti all'Assemblea generale, dove una maggioranza schiacciante consentirebbe di aggirare il veto e rendere attiva "Unità per la pace". Il delegato russo Alexi Moryakov minaccia Claire di possibili ritorsioni per la decisione degli Stati Uniti di procedere oltre: fatto che puntualmente si verifica quando l'attivista americano per i diritti degli omosessuali Michael Corrigan viene arrestato in Russia. Claire si trova nella situazione di dover scegliere se barattare la bozza con il rilascio di Corrigan: Frank non intende cedere e invita la moglie a non procedere in tal senso. Durante una conferenza stampa alla Casa Bianca, Frank viene duramente attaccato da Ayla Sayyad che accusa la sua amministrazione di fare marcia indietro nella difesa dei diritti gay: Frank la lascia sfogare per poi lasciare il palco e dire agli altri giornalisti che, per colpa di Ayla, non risponderà più alle domande. Seth prende da parte Ayla e le comunica, in accordo con il presidente dell'Ordine dei giornalisti, il ritiro dell'accredito alla Casa Bianca per aver mancato di rispetto al presidente Underwood. Una soluzione che consente allo staff presidenziale di toglierla di mezzo, dato che Ayla aveva cominciato a chiedere insistentemente notizie di America Works.
Gavin non riesce a rintracciare l'indirizzo in cui si trova Rachel perché il database dell'FBI lo rimbalza fuori. Gavin lo riferisce a Doug, il quale non ha altre informazioni da dargli, se non dell'esistenza della sua ex fidanzata Lisa. Gavin decide di avvicinare Lisa fingendosi Max, un ragazzo giunto da lontano per entrare nella sua comunità in seguito a una delusione amorosa. I due ragazzi cominciano a scambiare qualche parola insieme e ad entrare in sintonia.
Frank ha un incontro privato con Mahmoud, spiegandogli che nel suo ruolo è costretto ad assumere decisioni ogni giorno, qualcuna delle quali potrebbe comportare un costo. Mahmoud lo gela, accusandolo di volersi pulire la coscienza e che non intende perdonarlo. Nel frattempo, Frank ha escogitato un piano per mettere la Dunbar fuori dalla corsa presidenziale: attribuirle l'irrinunciabile incarico di giudice della Corte Suprema al posto di Jacobs. Il presidente convoca il giudice nello Studio Ovale, annunciandogli l'individuazione della sostituta: Jacobs però dice di aver cambiato idea e di voler restare fin quando la salute glielo consentirà. Frank tenta di spiegargli che, restando in carica troppo a lungo, rischia di palesare la sua malattia e rovinare un'onorevole carriera. Dopodiché Frank incontra la Dunbar e le fa la proposta, rivelandole i problemi di salute del giudice Jacobs: Heather si dice onorata, ma vuole prendere qualche giorno di riflessione. A questo punto accade l'imprevedibile: la Dunbar annuncia pubblicamente la sua candidatura alla presidenza degli Stati Uniti nel 2016, accusando il Partito Democratico di "scarsa trasparenza" e della necessità di fare pulizia nelle stanze del potere. Frank la convoca immediatamente: la donna presenta la lettera di dimissioni da procuratore generale, ammettendo di aver intuito le sue intenzioni di toglierla di mezzo mettendola al posto di Jacobs, dei cui problemi di salute era peraltro al corrente essendo amica della sua famiglia. Heather potrebbe avere un alleato inatteso: Doug Stamper, il quale la incontra in segreto per proporle di entrare nel suo comitato elettorale, sostenendo di avere le capacità e soprattutto le conoscenze giuste per poterla agevolare nella corsa a Washington.
Frank sente l'esigenza di incontrare il vescovo Eddis, essendo rimasto colpito dal sermone sul sacrificio di Isacco che ha tenuto durante i funerali dei tre soldati. Dopo una discussione teologica, Frank chiede al porporato di poter restare da solo a pregare: in realtà, il presidente sputa sul crocifisso e poi, nel tentativo di pulirlo con un fazzoletto, lo fa cadere e frantumare in mille pezzi.

## Capitolo 31
- Diretto da: James Foley
- Scritto da: Kenneth Lin

### Trama
Mentre gli Stati Uniti si preparano a festeggiare il 4 luglio, Frank deve fronteggiare l'opposizione del Congresso ad America Works. Il presidente elabora una mossa che costringa il Parlamento ad approvare la legge: togliere 3 miliardi di fondi al Fema, l'agenzia che si occupa di gestire le emergenze, costringendolo ad attingere ai soldi che vengono deliberati di volta in volta dal Congresso. Steve Travers, segretario del Fema, si oppone alla decisione del presidente e decide di rassegnare le dimissioni, anticipando la sua dipartita a Kate Baldwin, la giornalista che il Telegraph ha mandato a seguire la Casa Bianca al posto di Ayla. Kate aveva avuto in precedenza un breve incontro con Seth, avvertendolo che i subdoli giochetti del presidente non avranno su di lei lo stesso effetto di Ayla. Travers ha consegnato a Kate un rapporto sulle emergenze che si scateneranno nei successivi dodici mesi negli Stati Uniti, omettendo naturalmente gli eventi imprevisti, per dimostrare come la decisione di togliere fondi al Fema sia pura pazzia. Il mattino dopo sulla prima pagina del Telegraph escono due articoli firmati da Kate: Frank se la prende con Seth, ordinandogli di stare più attento a gestire la cronista.
Heather ha iniziato la campagna elettorale presentandosi in televisione assieme a John Pasternak, il marito di Michael Corrigan, per attaccare l'ambiguità dell'amministrazione Underwood sui rapporti con la Russia e la poca sensibilità sui diritti gay. Frank è preoccupato dalla grande attenzione mediatica che la Dunbar sta catalizzando sulla sua figura e chiede a Jackie di annunciare la sua corsa per la nomination. In realtà, si tratta di una finta candidatura: Jackie la ritirerà non appena America Works sarà legge, per poi entrare nel ticket con Frank come lei aveva chiesto. Remy dà a Jackie un paio di settimane per annunciare la candidatura, ma le suggerisce di sposare Alan perché serve il voto delle donne e la Dunbar sta puntando molto sulla sua immagine di moglie e madre. Jackie chiede ad Alan di sposarla, scoprendo che il compagno aveva avuto la stessa idea perché si trova bene con lei e i suoi figli la adorano.
Doug incontra Heather e Cynthia Driscoll, la manager del comitato elettorale. Le due donne restano spiazzate di fronte alle esose richieste economiche di Doug, ben al di sopra del budget che avevano pensato di destinare agli stipendi dei dipendenti. Doug sostiene di meritare i soldi che ha chiesto ed Heather lo congeda, confidando poi a Cynthia di non nutrire sospetti sul suo conto perché, se fosse un infiltrato di Frank, non avrebbe negoziato il compenso. Heather si vede poi con Joe Siskind, uno dei più grandi esperti di politica estera, che le è stato raccomandato proprio da Doug. Joe le spiega come dietro al silenzio presidenziale sulla Russia ci sia la valle del Giordano: una mossa rischiosissima che potrebbe valere a Frank un Nobel, ma anche aprire scenari di guerra. Dopo un discorso in Iowa, Heather incontra nuovamente Doug che le mostra il libro del dottor Marbury sull'aborto di Claire, spiegandole che non lo ha mai distrutto. Heather non vuole utilizzare mezzi sporchi per ottenere la nomination, ma Doug sottolinea come Frank sia un avversario tosto che può essere battuto soltanto mettendosi sul suo stesso piano. Heather capisce che deve prendere Doug a bordo e accetta le sue richieste, prospettandogli un lauto bonus in caso di vittoria alle primarie.
Claire prosegue le trattative con i diplomatici per ottenere l'approvazione della risoluzione sul Giordano. Un intoppo rischia di far saltare tutto: i russi infatti hanno deciso di armare l'Iran, inducendo quindi Israele a schierarsi dalla parte russa e togliendo il sostegno anche della Palestina. Claire prova a giocare la carta delle sanzioni economiche, ma Alexi continua a non prenderla sul serio come ambasciatrice. Consultatasi con Frank, Claire avverte il delegato russo di ottenere l'autorizzazione del Congresso per dispiegare militari americani nel Mar Morto, un atto che la Russia vedrebbe come una forte minaccia ai propri confini. Claire costringe Alexi a incontrarla nel bagno delle donne, dove può dettare le condizioni: una di queste è il rilascio di Corrigan.
Frank chiede al sindaco di Washington Barney Hull di lanciare nella Capitale (Distretto privo di governatore) il programma America Works. Il Primo cittadino proclama lo stato di emergenza nel suo Distretto per il forte tasso di criminalità, causato dalla mancanza di lavoro, cosa che permette a Frank di rendere esecutivo in piccola scala (nella sola Washington) America Works, sicuro che i risultati incoraggeranno gli altri Stati ad approvarlo su scala nazionale.
Il 4 luglio viene allestito un grande tendone e la coda di persone è lunghissima, segno che l'annuncio ha avuto notevole successo. Nel frattempo, Frank lavora sulla presentazione della legge: America Works deve infatti diventare una filosofia che faccia capire alle persone quanto sia fondamentale credere nel principio di autodeterminazione. Per fare questo, ispirato dal videogioco Monument Valley, Frank assolda lo scrittore Thomas Yates e gli commissiona la scrittura di un libro sul tema entro gennaio. Mentre si sta recando assieme a Claire alle celebrazioni del 4 luglio, Frank è al telefono con il presidente Petrov per concordare una nuova visita di Stato, che questa volta si terrà in Russia. A sera inoltrata ci sono ancora molte persone in coda per cercare un lavoro: tra queste c'è anche Freddy.

## Capitolo 32
- Diretto da: James Foley
- Scritto da: Melissa James Gibson

### Trama
Frank e Claire giungono in Russia: mentre il presidente conduce le trattative con Petrov, la first lady deve convincere Michael Corrigan a rilasciare una dichiarazione in cui si scusa per il suo "disdicevole" comportamento e ringrazia il presidente russo per la clemenza del suo atto di rilascio. Mentre il colloquio tra Frank e Petrov procede speditamente, Claire ha un intoppo con Corrigan: costui non ha intenzione di pronunciare il ringraziamento al presidente russo, non volendo rinnegare gli omosessuali russi che si trovano in carcere per una legge considerata ingiusta. Petrov, informato che Claire ha preteso di parlare con Corrigan in privato, comincia a indisporsi e avverte Frank che senza le scuse dell'attivista americano nessun accordo tra loro potrà mai essere raggiunto. Frank cerca di far capire a Petrov che la legge sulla propaganda gay è insensata: il presidente russo rivela di essere d'accordo, conoscendo peraltro lui stesso persone omosessuali, ma di non poter fare passi indietro perché deve rispondere ai cittadini russi, profondamente attaccati alle tradizioni religiose. Nel frattempo, Claire prova a smuovere Corrigan dalla sua posizione oltranzista, sottolineando come il suo rifiuto indurrebbe Petrov a inasprire le pene. Dopo aver cenato nella cella, Claire si addormenta sulla branda di Corrigan e al suo risveglio lo trova morto impiccato con la sua sciarpa. La tragedia si è consumata proprio mentre Frank era riuscito a convincere Petrov a scrivere una nuova risoluzione che lui, il presidente americano, avrebbe dovuto leggere al posto di Corrigan.
Gavin sta entrando sempre più in confidenza con Lisa, ma lei vorrebbe che frequentasse altre ragazze. Allora Gavin finge di avere avuto relazioni sessuali non sicure con delle prostitute, quindi di non poter uscire con le donne. Gavin si reca in clinica per farsi prelevare il sangue: l'esito è negativo, ma l'uomo racconta in lacrime a Lisa che gli hanno diagnosticato l'AIDS. A casa di Lisa, Gavin si fa raccontare qualcosa sul conto di Rachel e scopre che la ragazza aveva confidato a Lisa di voler viaggiare. Tornato al lavoro, Gavin riesce a rintracciare Rachel. Nel frattempo, Heather vuole approfittare dell'assenza di Frank per fare terra bruciata intorno a lui. La candidata comincia a lavorare su Bob Birch e, grazie al supporto di Doug, lo fa passare dalla loro parte senza rivelare le inchieste giudiziarie in cui è coinvolto.
Frank e Petrov tengono una conferenza stampa congiunta in cui annunciare l'accordo raggiunto sulla valle del Giordano in cambio dello smantellamento dei missili americani in Repubblica Ceca. Il presidente russo concede a Claire di parlare per prima ed esprimere il cordoglio per la morte di Corrigan: la first lady non se la sente di arruffianare Petrov e lo attacca pesantemente, inveendo contro di lui e il popolo russo per la legge sulla propaganda gay. Questo gesto fa saltare l'accordo tra i due presidenti. Sull'Air Force One Frank si infuria con Claire per il suo comportamento, che ha compromesso mesi di lavoro diplomatico: per tutta risposta Claire lo accusa di essere un codardo e che entrambi sono degli assassini perché disposti a passare sulla vita delle persone pur di tutelare gli interessi politici. Frank si dice pentito di averla nominata ambasciatrice e Claire dice lo stesso sull'averlo appoggiato nella corsa alla presidenza.

## Capitolo 33
- Diretto da: John Dahl
- Scritto da: Beau Willimon

### Trama
Quanto accaduto in Russia sta mettendo a dura prova il matrimonio tra Frank e Claire: i due si rivolgono a stento la parola e negli incontri ufficiali non nascondono una reciproca insofferenza. In occasione del ritratto presidenziale, il fotografo chiede a Frank di appoggiare la mano sulla spalla di Claire: l'uomo dirà poi di aver avvertito un sussulto, come se lei lo avesse voluto respingere. Frank, inoltre, si risente quando Claire chiede a lui e a Thomas di non fare troppo rumore mentre stava dormendo: l'essere stato redarguito davanti a un ospite non gli va giù. Notando i dissidi tra i due coniugi, Thomas riconosce che Frank potrebbe essere geloso per il fatto che Claire lo sta oscurando, in quanto esaltata dalla stampa e dalle associazioni gay per il suo gesto di Mosca.
Al Congresso l'opposizione repubblicana si prepara a dare battaglia su America Works, presentando un emendamento che ripristini i fondi sottratti alla Fema. Frank tiene un discorso in occasione dell'ottantesimo anniversario del New Deal di Roosevelt, esaltando il fondamentale ruolo avuto dalla previdenza sociale nel garantire un futuro alle giovani generazioni: uno scenario ora più che mai in bilico, il che rende necessario il nuovo piano di America Works. Frank cita le cifre dell'applicazione del piano nello stato di Washington, dove si è ridotta di un terzo la disoccupazione e 25.000 persone hanno trovato un lavoro. Queste cifre sembrano placare le ire dei repubblicani, al punto che alcuni esponenti del partito si pronunciano a favore di America Works e di come i servizi pubblici a Washington sono migliorati da quando lavora più gente. Visitando da solo il memoriale di Roosevelt, Frank si rende conto delle analogie tra Claire e la first lady Eleanor Roosevelt: entrambe le donne si sono annullate a vicenda, costruendo un muro tra loro e i mariti presidenti. Resosi conto che occorre ravvivare il suo matrimonio, Frank propone a Claire di rinnovare i voti in una cerimonia religiosa a Gaffney. Anche Claire decide di attuare un cambiamento, tingendosi i capelli di nero.
Gavin ha individuato Rachel: la ragazza è stata avvistata a Santa Fe, ma non vi è certezza che si trovi ancora lì. Per questo motivo Doug vuole che prosegua nelle ricerche e chiede di avere coordinate più precise, promettendo a Gavin che soltanto in quel momento provvederà a sbloccargli il passaporto. Doug chiede di avere accesso alla cabina di monitoraggio di Rachel, così da poterla avere sotto controllo. L'uomo riceve un'altra spiacevole notizia: la sua fisioterapista Sharon, alla quale si era legato molto, si trasferisce e ha organizzato una festa d'addio. Doug si presenta a casa sua per poi fermarsi fino a tardi a darle una mano nel sistemare. I due finiscono poi a letto insieme: Doug teme che Sharon lo abbia voluto compatire, ma la ragazza non nasconde di provare qualcosa per lui.
Frank e Claire rinnovano i voti matrimoniali. Dopo la cerimonia il presidente si incammina con Thomas a visitare i luoghi della sua infanzia, così da dare allo scrittore più informazioni per il libro. Thomas accusa il presidente di non avergli raccontato tutta la verità, omettendo per esempio di parlare di suo padre. Thomas mette in chiaro con Frank che, senza tutta la trasparenza necessaria, il libro non potrà essere scritto. Intuendo che Frank vuole restare abbottonato sulle sue posizioni, Thomas decide di fargli una confessione: Scorpio, il libro che gli ha regalato la notorietà, è stato scritto dal suo amico morto suicida. Frank confida allo scrittore che Claire è stata fondamentale nell'aiutarlo ad arrivare alla Casa Bianca. Nel ritorno Thomas viaggia nel minivan insieme agli altri giornalisti e scambia qualche parola con Kate, mantenendo comunque il riserbo sulle confidenze del presidente. Quella sera Claire, ricevuto in regalo da Frank un quadro realizzato dai monaci tibetani ospiti alla Casa Bianca, torna a letto con lui.
Ora che i problemi con Frank si sono sistemati, Claire promette di fare ammenda sulla questione della Russia e di far passare alle Nazioni Unite la risoluzione sulla valle del Giordano. Sorge però un intoppo: i Paesi africani, capeggiati dallo Zimbabwe, hanno presentato un emendamento in cui si stabilisce che il comitato di sicurezza deve essere composto da truppe africane. Claire capisce che dietro a questa mossa c'è Israele, che vuole deliberare un pacchetto di aiuti per combattere l'AIDS a favore dello Zimbabwe. Frank aveva sospeso i finanziamenti al Paese, contrario al regime dittatoriale instaurato dal suo presidente, ma per mettere all'angolo Israele è costretto ad alzare la posta. Claire incontra a una festa l'ambasciatrice israeliana, la quale è riuscita a evitarla nelle ultime settimane, avvertendola che Israele, in qualità di alleato degli Stati Uniti, deve votare a favore della risoluzione sulla valle del Giordano.

## Capitolo 34
- Diretto da: John Dahl
- Scritto da: Bill Kennedy

### Trama
L'uragano Faith minaccia di colpire la East Coast: secondo le stime servono almeno altri otto miliardi per affrontare l'emergenza, ma al Fema ne sono rimasti appena due per effetto del finanziamento ad America Works. Frank si trova dunque con le mani legate: se vuole scongiurare una catastrofe di vite umane, deve porre fine al suo piano del lavoro. Il Congresso ha approvato un decreto che gira i fondi tagliati da America Works al Fema, ma Frank non ha intenzione di firmarlo. Il presidente incontra i due speaker del Congresso: Bob Birch ed Henry Mitchell (quest'ultimo ha preso il posto di Mendoza, silurato dalla corsa per la nomination repubblicana). I due capigruppo annunciano a Frank che non intendono negoziare: deve firmare il decreto, altrimenti la responsabilità delle perdite umane sarà unicamente sua. Una posizione che gli viene ribadita anche dai suoi collaboratori: Claire è la prima ad alzare la mano quando Frank chiede chi pensa che debba firmare il decreto. Il presidente decide comunque di temporeggiare, chiedendo di individuare possibili vie alternative per reperire i fondi.
Heather è preoccupata per l'arrivo dell'uragano e ha intenzione di interrompere la sua campagna. Doug le suggerisce di fissare un incontro con Jackie, così da concordare la medesima soluzione per entrambe. Jackie non è del tutto convinta di questa mossa, ritenendo che la Dunbar voglia speculare sul possibile disastro per meri calcoli opportunistici. Alla fine le due donne concordano sulla sospensione delle loro campagne, devolvendo i fondi dei sostenitori a favore delle popolazioni colpite. Doug fa una soffiata a Seth, rivelandogli dell'incontro tra Heather e Jackie: il presidente si arrabbia con Remy perché non sta tenendo sotto controllo la Sharp, temendo che eventuali accordi sotto banco con la sua rivale possano danneggiare la loro squadra. Remy risponde a tono, sottolineando come la gestione dello staff presidenziale assorba quasi tutto il suo tempo, e ricordando a Frank che non è nella posizione di poterlo mandare via.
Kate ha scritto un articolo piuttosto pesante nei confronti di Frank, paragonato all'uragano Faith, che si sta facendo beffe delle leggi per assecondare la sua sete di potere. Il direttore del giornale non intende pubblicarlo, dato che Kate rischierebbe di pregiudicare la sua carriera: la donna sente che è il momento di diventare editorialista, manifestando apertamente le sue opinioni. Tuttavia, si apre uno spiraglio per la pubblicazione se potesse citare una fonte vicina all'amministrazione Underwood: Kate pensa a Thomas, ma quest'ultimo ribadisce che le confidenze fattegli da Frank sono intime. Finiti a letto insieme, Kate e Thomas riprendono le rispettive strade.
Leggendo alcune storie di successo legate ad America Works, Frank apprende che tra le persone che hanno beneficiato del piano c'è Freddy. L'uomo è stato assunto come lavapiatti ed è in grado di mantenere il nipote Deshawn: tuttavia, il suo datore di lavoro gli preannuncia che l'eventuale interruzione dei fondi comporterà il suo licenziamento. Frank invita Freddy e Deshawn alla Casa Bianca: il presidente offre all'amico un posto di lavoro ben retribuito in cucina, ma Freddy gli chiede di poter lavorare come giardiniere perché ha deciso di volersi dedicare alla sua passione e non all'occupazione che ha sempre svolto per necessità. 
La risoluzione sulla valle del Giordano è passata alle Nazioni Unite: si tratta di un grande successo per Claire, la quale però non vuole prendere parte ai festeggiamenti per rispettare l'attesa dell'arrivo di Faith. La sera precedente all'arrivo dell'uragano, Frank firma il decreto e poi si addormenta sul sofà, chiedendo alla moglie di essere svegliato quando arriverà l'uragano. Ed è proprio Claire a chiamarlo l'indomani mattina, con una notizia clamorosa: Faith ha deviato dalla traiettoria prevista e le precipitazioni sono state del tutto irrisorie. Frank non fa in tempo a ritirare il decreto, ormai convertito in legge: è la fine di America Works. Il presidente convoca Thomas nello Studio Ovale per annunciargli che correrà nel 2016, potendo utilizzare in campagna elettorale il successo della legge nel distretto di Washington. Inoltre, Frank ha deciso di rimuovere completamente America Works nel libro che Thomas sta scrivendo: l'opera racconterà la vita del futuro presidente Underwood, esattamente l'idea che lo scrittore aveva avuto sin dall'inizio della loro collaborazione.

## Capitolo 35
- Diretto da: Robin Wright
- Scritto da: John Mankiewicz

### Trama
Frank ha cominciato la campagna elettorale per la nomination democratica. In un comizio attacca pesantemente il Congresso, accusandolo di aver rifiutato l'approvazione di America Works: una legge che aveva dimostrato di poter dare ottimi risultati. Claire viene informata che nella valle del Giordano è avvenuta un'esplosione: il bilancio è di 8 soldati russi morti. Frank esprime le sue condoglianze al presidente Petrov, il quale però è ancora furente per quanto accaduto nell'incontro di Mosca e ha deciso di isolare l'area, impedendo così alle Nazioni Unite di condurre indagini sull'accaduto. La faccenda diventa seria quando Israele annuncia di voler incolpare la Palestina e intervenire con il proprio esercito.
Kate e Thomas continuano la loro relazione, incontrandosi in segreto nei motel, mentre in pubblico fingono di non conoscersi. Kate non riesce a rivolgere domande a Frank durante le conferenze stampa: attraverso una collega gli chiede ragione della presenza dell'imprenditore agroalimentare Harlan Traub sull'Air Force One, quando la legge prevede che sull'aereo presidenziale non si possa fare campagna elettorale. Frank non ha bisogno di ulteriori seccature con l'emergenza in corso e chiede a Remy di allontanare Traub. Mentre lo sta accompagnando a casa, Remy prova a intavolare una discussione con Traub: costui però lo ignora, non reputandolo un interlocutore serio, e lo definisce un semplice "chauffeur". Nel viaggio di ritorno Remy, infastidito, aumenta la velocità e viene fermato da una pattuglia: avendo dimenticato i documenti in ufficio, si ribella agli agenti che lo vogliono perquisire e viene ammanettato sulla volante. L'intervento del tenente risolve la situazione, ma Remy rimane sconvolto da come il colore della sua pelle continui a incidere sulla percezione degli altri. Non solo, ma continua a sentirsi vicino a Jackie: la donna gli dice di continuare ad apprezzarlo, ma soltanto come amico.
Gavin porta a Doug una cartella nella quale sono contenuti alcuni documenti e una fotografia che ritrae dei resti umani. L'hacker spiega che il cadavere è quello di Rachel, il che risulta dall'identificazione fatta attraverso le impronte digitali. Doug resta sconvolto dal decesso dell'amante e si ubriaca, venendo allontanato da un bar per aver litigato con un avventore. Doug sente il bisogno di parlare con Frank e gli telefona, concordando un appuntamento nello Studio Ovale con la scusa della madre morta (Frank lo sa benissimo, essendo andato al suo funerale dieci anni prima). Doug confessa a Frank di lavorare per Heather, ma di averlo fatto per sentirsi ancora utile e non per tradimento nei suoi confronti, e gli chiede di non fare la fine di Peter Russo. Dopo aver dato ordine a Meechum di accompagnare Doug a casa e di bruciare il dossier che aveva portato, Frank contatta il fratello di Doug affinché gli stia accanto in questo momento difficile. Il presidente telefona poi alla Dunbar, aggredendola verbalmente e minacciandola per aver fatto lavorare Doug nonostante i suoi problemi da alcolista.
Claire tenta inutilmente di ricucire i rapporti con il delegato russo Alexi Moryakov. Dalla loro conversazione emergono comunque dettagli interessanti: Moryakov ha un fratello nelle truppe FSB, del quale non si hanno notizie da una settimana, quindi potrebbe essere tra le vittime dell'esplosione nella valle del Giordano. Gli ufficiali informano Frank che in passato le FSB russe hanno organizzato attentati dinamitardi per giustificare aggressioni, come nel caso dei ceceni. Inoltre, Petrov e Moryakov non vanno molto d'accordo e in passato più volte Petrov era stato sul punto di destituirlo dal suo incarico presso l'ONU. Frank autorizza una missione ad alto rischio, dove soldati americani provano a superare il blocco russo nella valle: l'operazione fallisce e uno dei soldati muore, con tre feriti. Petrov telefona a Frank per accusare gli Stati Uniti di aver voluto la morte dei soldati russi, respingendo ogni responsabilità delle FSB. Il mattino dopo giunge la notizia che l'esercito di Israele ha occupato militarmente la valle del Giordano.

## Capitolo 36
- Diretto da: Agnieszka Holland
- Scritto da: Frank Pugliese

### Trama
La situazione nella valle del Giordano sta per precipitare: nonostante i tentativi di mediazione di Claire, Israele ha deciso di istituire una no-fly zone che Petrov ha pubblicamente dichiarato di voler violare. Sentita la dichiarazione del presidente russo alla televisione di Stato, Frank sceglie di andare sul campo per risolvere definitivamente la faccenda. Arrivato al campo base di Petrov, Frank gli propone di riprendere in mano gli accordi già presi a Mosca per la riduzione del contingente americano in Europa. Il presidente russo pone una sola, irrinunciabile, condizione: Claire si deve dimettere da ambasciatrice dell'Onu, essendosi dimostrata incapace nel suo ruolo. Infatti, Petrov rivela che la sua mossa era premeditata allo scopo di costringere l'invio dei Seal americani e Claire non è stata in grado di cogliere l'inganno. Frank intuisce che dietro alla sua richiesta c'è la vendetta per l'umiliazione che Claire gli ha inflitto a Mosca.
Doug sente un vuoto dentro di sé, dato dalla mancanza di bambini: per questo motivo decide di far venire la cognata e i nipoti a vivere con lui. Suo fratello Clinton è felice, osservando con piacere come Doug si stia legando a quei nipoti che non ha mai voluto vedere. Tuttavia, dopo cena Clinton osserva che a Doug non è rimasto nulla perché per tutta la vita ha deciso di non mettere mai radici. Doug ripensa con sconforto al sacrificio che ha comportato lasciare il paese natale per seguire la carriera in politica.
Essendo ormai prossimo il suo addio agli Stati Uniti, Gavin incontra Lisa e le racconta tutta la verità sul suo conto: lui non è Max e non è sieropositivo, omettendo però di parlarle di Rachel e del perché l'abbia voluta conoscere. Gavin offre a Lisa la consulenza di Doug qualora si trovasse nei guai per l'FBI: la ragazza però non vuole saperne più nulla e gli ordina di andarsene.
Al rientro dalla valle del Giordano, Frank pone Claire di fronte all'inevitabile decisione di rassegnare le dimissioni dalla carica di ambasciatrice delle Nazioni Unite. Nonostante un iniziale tentativo di resistenza, con Claire che ricorda al marito come non volesse farsi influenzare dalla campagna elettorale, la donna cede alla richiesta del marito e si dimette. Dopodiché Frank contatta Thomas per incontrarlo nel cuore della notte, avendo precedentemente saputo dal suo amico d'infanzia Tim Corbett che lo scrittore lo aveva contattato per chiedergli della loro esperienza alla Sentinel. Il loro è un colloquio piuttosto particolare nel quale si confidano segreti mai sopiti. Thomas rivela che la storia dell'amico suicida autore del suo libro di successo è falsa, raccontando anche di aver avuto rapporti sessuali con uomini per sbarcare il lunario, dove in qualche caso c'era anche amore e non soltanto sesso. Frank invece confessa di aver tradito Claire e che si sente a disagio nell'averle dovuto chiedere un nuovo sacrificio. L'indomani Claire è già pronta alla campagna elettorale al fianco di Frank, quella che ora sarà la sua occupazione principale: la donna, come suggerito dallo staff, tornerà ad avere i capelli biondi perché da un sondaggio risultano i più apprezzati dal pubblico femminile. Ancora una volta Claire ha dunque deciso di rinunciare a qualcosa in favore di Frank.

## Capitolo 37
- Diretto da: Agnieszka Holland
- Scritto da: Melissa James Gibson

### Trama
Frank, Heather e Jackie si sfideranno in un dibattito televisivo nell'Iowa, uno degli Stati chiave per ottenere la nomination. Il presidente incontra segretamente Jackie sull'Air Force One per concordare una strategia che metta fuori gioco la Dunbar: attaccarla per la sua inesperienza e per il fatto che parla di parità dei diritti quando manda i figli a una scuola privata. Jackie è però dubbiosa su quest'ultimo punto, poiché anche i suoi figliastri vanno a una scuola privata e sarebbe ipocrita da parte sua rimarcarlo. Frank le ricorda che il loro piano prevede che lei si ritiri dopo il dibattito per entrare nel ticket con lui, quindi deve attenersi alle sue indicazioni. Jackie prova a tastare il terreno con Heather, assicurandole il suo sostegno perché insieme possono tranquillamente battere Frank: in cambio vuole un incarico nella sua amministrazione, preferibilmente segretario alla difesa. Tuttavia, la Dunbar mette in chiaro che non ha intenzione di offrire poltrone a nessuno perché vuole far prevalere la meritocrazia.
Doug ha fatto sbloccare il passaporto di Gavin. L'hacker lo contatta per rivelargli di averlo ingannato: il cadavere che gli ha mostrato non è quello di Rachel, lei infatti è viva e vegeta. Gavin pone una nuova condizione a Doug: le coordinate esatte di dove si trova la ragazza in cambio della liberazione di un suo collega arrestato. Nel frattempo, Doug ha concluso con successo il programma degli Alcolisti Anonimi e Clinton se ne può tornare a casa. La sera prima della partenza, Doug rinuncia a guardare il dibattito di Frank in televisione per vedere invece un film con il fratello. Il mattino dopo, al momento di salutarsi, Doug dice a Clinton che lo ha sentito più vicino nelle otto settimane che hanno trascorso insieme anziché negli ultimi quattordici anni.
Il dibattito in Iowa si fa da subito infuocato. Frank sceglie di adottare un atteggiamento defilato, lasciando che Heather e Jackie si scannino tra di loro. Inizialmente il presidente appoggia Jackie: insieme fanno notare la mancanza di esperienza della Dunbar, evidenziando come la sua presidenza rappresenterebbe l'ennesima parentesi di chiacchiere che non risolvono i problemi degli americani. Di contro, Heather attacca il presidente su America Works e lo accusa di essere un rapinatore che ha derubato i fondi della Fema per finanziare il suo piano. A questo punto Jackie sottolinea come Heather non ha mai fatto nulla a favore delle donne e le dà della sessista, tirando poi fuori la storia dei figli. Qui avviene qualcosa di inatteso: Frank dà il colpo di grazia a Jackie, raccontando che anche i figli di Alan vanno a una scuola privata, lasciandola senza parole. Il giorno dopo i commentatori politici si dividono sul vincitore del dibattito, optando per un pareggio tra Frank e Heather: ciò su cui concordano è l'innegabile sconfitta di Jackie, la quale si sente tradita da Frank.
Claire ha seguito il dibattito dal comitato elettorale del New Hampshire, Stato in cui Frank viene dato in netto vantaggio. La donna si è sentita a disagio quando Heather ha attaccato Frank per la sua nomina ad ambasciatrice e se ne è andata prima, sostenendo di dover riposare in vista degli impegni dell'indomani. Claire dona il sangue per la campagna: Thomas la accompagna e resta da solo con lei mentre sta agendo la flebo. Lo scrittore intuisce la tristezza della donna perché ancora una volta si trova impegnata in una campagna elettorale che la sta privando di ogni energia. Claire ha uno svenimento e Thomas allerta i medici: Frank viene informato dell'accaduto e decide di stravolgere i programmi, andando in New Hampshire per seguire Claire.
Jackie annuncia il ritiro dalla campagna per la nomination, ma sosterrà Heather e non Frank.

## Capitolo 38
- Diretto da: Robin Wright
- Scritto da: Beau Willimon

### Trama
A una settimana dal voto in Iowa, i sondaggi danno Heather Dunbar in vantaggio su Frank Underwood di cinque punti. Come se non bastasse, il presidente deve trovare un sostituto di Remy che ha deciso di lasciare la guida dello staff presidenziale. Seth si propone a Frank per assumere l'incarico, ma il presidente guadagna tempo perché preferisce tenerlo come capo dell'ufficio stampa. Remy passa a trovare Jackie per comunicarle l'intenzione di abbandonare la politica, dedicandosi solamente a se stesso: la donna tenta inutilmente di convincerlo a passare dalla parte sua e di Heather, ma Remy non sa nulla sul conto di Frank da usare contro di lui. A questo punto Heather decide di attaccare Claire: la first lady è diventata sempre più centrale nella campagna del marito, aprendo ogni suo comizio e andando porta a porta a parlare con gli elettori. Tuttavia, Heather ha un possibile asso nella manica: il diario che attesta l'aborto di Claire, del quale è in possesso Doug. Heather telefona a Doug per chiedergli di entrarne in possesso, dicendosi disposta a pagare qualunque cifra. Successivamente, la Dunbar viene chiamata dal giudice Jacobs che le prospetta il suo imminente addio alla Corte Suprema, suggerendole di prendere il suo posto perché è un incarico a vita e Frank, se proseguirà nella campagna elettorale, la distruggerà. Inoltre, non vi sono sufficienti garanzie di vittoria: infatti, anche se sconfiggesse il presidente in carica, dovrebbe poi vedersela contro un candidato repubblicano ancora sconosciuto. Heather chiede a Frank un incontro privato per ricattarlo con il diario: se non si ritira dalla campagna entro tre giorni, tutti sapranno dell'aborto di Claire. Il presidente riesce a mantenere la calma, facendo notare alla Dunbar come anche lei si stia iniziando a comportare da politico affarista che manovra nelle segrete stanze.
Thomas consegna a Frank il primo capitolo del libro. Il presidente nota che il testo, così come scritto, è impubblicabile perché racconta del cinico opportunismo alla base del suo matrimonio con Claire e di come il loro sia un impero senza eredi fondato sull'egoismo. Frank informa Thomas che non ha più bisogno dei suoi servigi, ma lo diffida dal rendere noto il testo a una sola persona perché altrimenti rivelerà la verità sulla paternità del suo primo libro. Non solo, ma il presidente sa anche della sua relazione con Kate Baldwin. Thomas va a parlarne proprio con Kate, la quale ha intanto scoperto della lettera che Frank ha scritto ai familiari del soldato morto nella valle del Giordano: nella missiva si parla di un decesso avvenuto nel corso delle operazioni sul posto, mentre pubblicamente si parlava di esercitazioni militari. Thomas chiede a Kate di rendere pubblico il tentativo di insabbiamento del capitolo del libro da parte di Frank, ma la giornalista non è dello stesso avviso perché ritiene che loro due hanno oltrepassato i limiti e rischiano di ficcarsi in un vicolo cieco.
Claire fa visita a un'elettrice dell'Iowa, scoprendo che non ha intenzione di votare per Frank perché in realtà era il marito a essere un suo sostenitore. Parlando in privato con la donna, mentre bada alla figlia di pochi mesi, Claire apprende di come molti elettori sarebbero disposti a votare per lei come presidente anziché per Frank. Mentre è in macchina, Claire viene contattata dal marito che le racconta della minaccia di Heather: la first lady rimane sconvolta e chiede di poter tornare a casa per restare tranquilla. Intanto, Frank riceve la visita di Doug che gli mostra il diario e brucia davanti ai suoi occhi la pagina incriminata. Dopodiché Doug chiede a Frank di poter tornare a lavorare per lui, assumendo la guida dello staff, perché finalmente si sente pronto a riprendere la loro collaborazione. Tuttavia, Frank non si fida completamente di lui: Doug gli risponde che la sua fedeltà sta nella pagina bruciata, avendo mandato in fumo 2 milioni di dollari che la Dunbar gli avrebbe dato per accedere al diario. Come ulteriore dimostrazione della voglia di rimettersi in gioco, Doug ha già preparato una lista di candidati per la Corte Suprema: i due uomini suggellano il patto con una stretta di mano.
Mentre tra Jackie e Remy riesplode la passione, Frank risponde in conferenza stampa alle illazioni di Kate sul soldato morto nella valle del Giordano: il presidente ammette di aver scritto ai familiari, ma soltanto come normale gesto di commiato nei confronti di un patriota morto per la nazione. Tra Doug e Seth sembra essersi instaurato un rapporto di intesa, dove l'uno si fida del lavoro dell'altro. Nel frattempo, Doug attiva i suoi contatti per rintracciare Gavin che scopre essere emigrato in Venezuela. Claire non ha apprezzato la decisione di Frank di interrompere la collaborazione con Thomas, sostenendo che stanno mentendo a loro stessi.

## Capitolo 39
- Diretto da: James Foley
- Scritto da: Beau Willimon

### Trama
In Iowa Frank Underwood ed Heather Dunbar sono testa a testa. Frank ha perso l'apporto di Claire, la quale è sempre più a disagio sul loro matrimonio e decide di tornare a Washington da sola. Episodio scatenante è stato un diverbio in hotel, quando Claire ha chiesto a Frank di fare sesso violento con lei e il marito non è riuscito nemmeno a guardarla negli occhi. Abbandonato proprio nel rush finale della campagna, Frank nasconde l'assenza della first lady con problemi di salute. Il presidente continua comunque a telefonarle, assicurandosi che Claire sia presente quando dovrà pronunciare il discorso della vittoria oppure della sconfitta a seconda dei casi. Claire vuole vedere Thomas perché ha intenzione di raccontargli la verità: lo scrittore le chiede conto di quanto si stavano dicendo in New Hampshire, quando poi lei è svenuta, ma la donna risponde per l'ennesima volta in modo evasivo. Allora Thomas le spiega l'impressione generale che si è fatto di lei e di Frank da quando ha lavorato per loro: una coppia che ha costruito un muro a protezione di un qualcosa che vogliono nascondere al mondo esterno.
Doug si reca a Caracas per minacciare Gavin di avere le coordinate precise del luogo in cui è nascosta Rachel. Doug si introduce a bordo del traghetto in cui l'hacker vive e lo aggredisce con la stampella. Gavin gli dice che troverà la risposta nel suo portatile: Doug fotografa lo schermo del computer e lo avverte di non fare parola con nessuno del loro incontro, men che meno di provare a mettersi in contatto con lei. Uscito sul pontile, Doug getta in acqua il portatile di Gavin e la sua stampella che ora non gli serve più. Saputo che Rachel si trova a Santa Fe, Doug prende un aereo per il Nuovo Messico e comincia a organizzare l'omicidio della ragazza: acquista un furgone senza targhe e tutto l'occorrente per il delitto.
Nel corso dell'ultimo anno Rachel se l'è cavata svolgendo diversi lavori massacranti e condividendo una squallida residenza con altre ragazze. Finalmente Rachel ha ottenuto una nuova identità: Cassie Lockhart. Una sera, uscita dal supermercato in cui lavora, Rachel viene addormentata con il cloroformio da Doug che la sequestra a bordo del furgone. L'uomo la porta parecchio lontano, in un deserto isolato, dove ha intenzione di ucciderla per poi seppellirla. Nel corso del tragitto Rachel prova a convincere Doug a risparmiarle la vita, dato che ormai ha una nuova identità e non può nuocergli in alcun modo, scusandosi per averlo aggredito. Una volta giunti sul posto, Doug cambia idea e decide di far scendere Rachel dal furgone, spiegandole che a 30 chilometri c'è una città in cui può iniziare la sua nuova vita da Cassie Lockhart. Le loro strade sembrano divergere, quando Doug ha un nuovo ripensamento: fatta retromarcia, investe Rachel e la seppellisce esattamente come aveva programmato.
Frank vince in Iowa: Heather riconosce la sconfitta, ma promette battaglia al presidente perché ci sono ancora molti Stati decisivi in palio. Dopo un veloce discorso di ringraziamento al comitato elettorale, Frank fa rientro a Washington per affrontare una volta per tutte Claire. Stavolta Frank mette da parte ogni tatto per aggredire verbalmente la moglie, accusandola di essere un'ingrata perché finalmente hanno ottenuto quello che volevano e se vogliono mantenere il loro potere si devono concentrare sulla campagna per la rielezione. Claire risponde che si sente esclusa da tutto, dato che la poltrona nello Studio Ovale è una sola e la occupa saldamente Frank: inoltre, è stato proprio lui ad avere in mano la sua carriera da ambasciatrice, costringendola alle dimissioni per il bene della loro causa. Frank prende Claire in volto e la minaccia di non mancare all'appuntamento dell'indomani, quando insieme dovranno prendere un aereo per ricominciare la campagna elettorale in New Hampshire. 
Il mattino Frank saluta con piacere Doug, finalmente pronto a tornare al suo fianco per una nuova sfida, e chiede a Meechum di verificare se Claire è pronta. La first lady è vestita di tutto punto, ma non per seguire il marito: Claire dice a Frank che il loro matrimonio è finito e lascia la Casa Bianca lasciandosi alle spalle un Frank perplesso.